# Louversey
Louversey ist eine französische Gemeinde mit 506 Einwohnern (Stand: 1. Januar 2022) im Département Eure in der Region Normandie. Sie gehört zum Arrondissement Évreux und zum Kanton Conches-en-Ouche sowie zum Gemeindeverband Pays de Conches.
Die Einwohner werden Louverseyens genannt.

## Geographie
Louversey liegt etwa 17 Kilometer westsüdwestlich von Évreux.

### Nachbargemeinden
Umgeben ist Louversey von den Nachbargemeinden Berville-la-Campagne im Norden, Faverolles-la-Campagne im Nordosten, Burey im Osten, Conches-en-Ouche im Süden, Sainte-Marthe im Südwesten, Collandres-Quincarnon im Westen sowie Tilleul-Dame-Agnès im Nordwesten.

## Bevölkerungsentwicklung
| Jahr      | 1962 | 1968 | 1975 | 1982 | 1990 | 1999 | 2006 | 2014 |
| Einwohner | 367  | 352  | 390  | 417  | 479  | 492  | 581  | 564  |

## Sehenswürdigkeiten

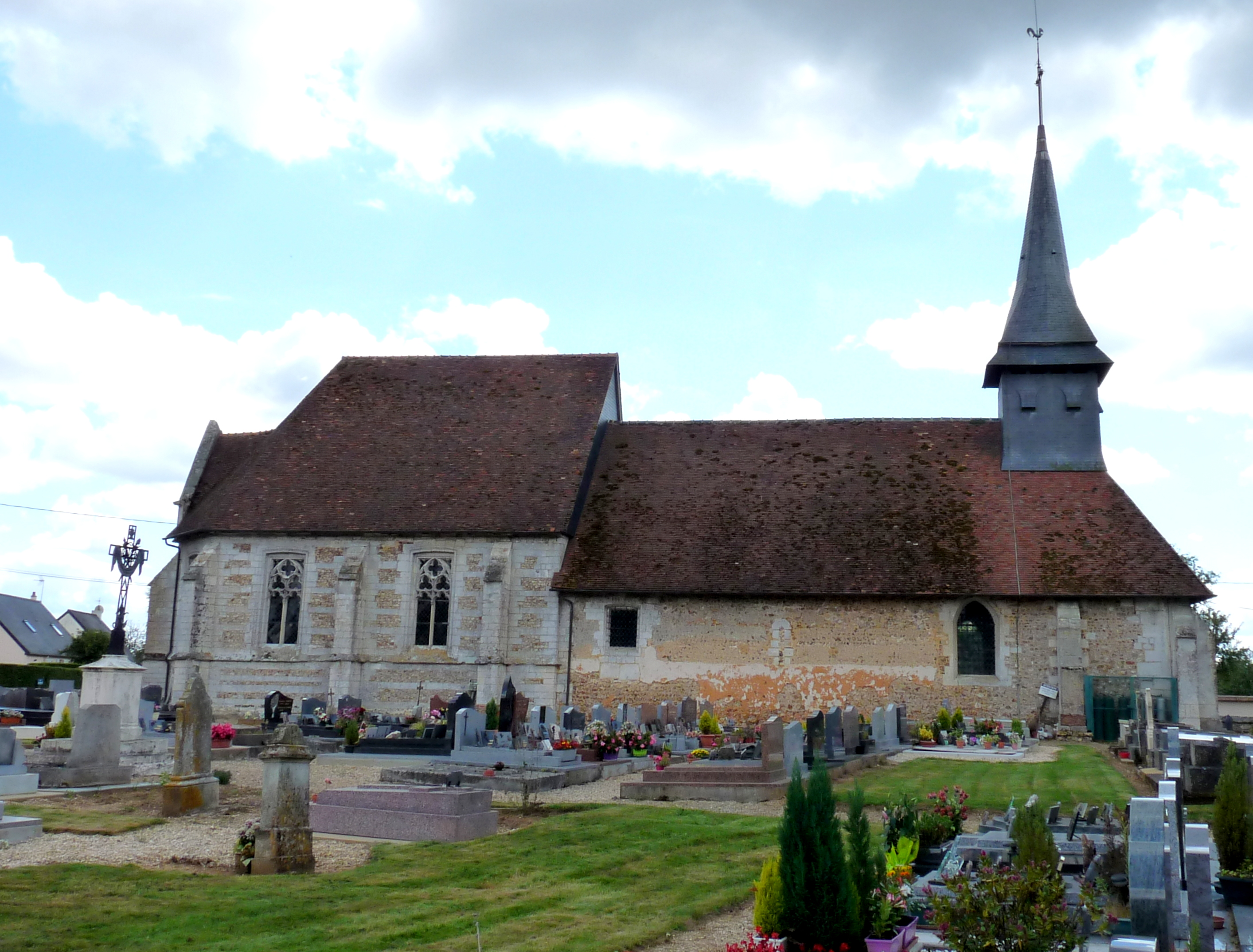
Kirche Saint-Martin

- Kirche Saint-Martin